# Lápida a Ramón Pérez de Ayala

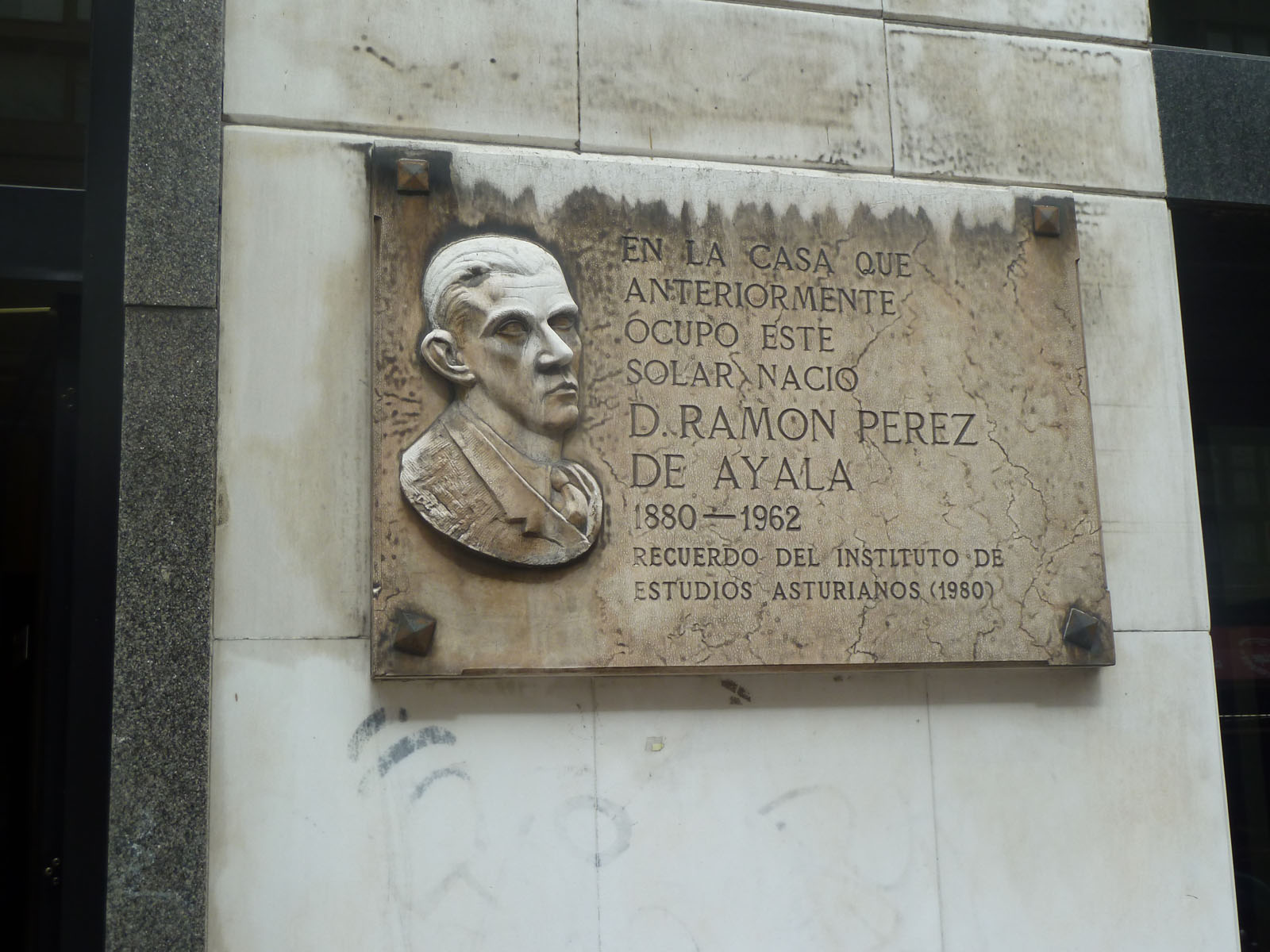

La escultura urbana conocida por el nombre Lápida a Ramón Pérez de Ayala, ubicada en la calle Campomanes 14, en la ciudad de Oviedo, Principado de Asturias, España, es una de las más de un centenar que adornan las calles de la mencionada ciudad española.

El paisaje urbano de esta ciudad,  se ve adornado por  obras escultóricas, generalmente monumentos conmemorativos dedicados a personajes de especial relevancia en un primer momento, y más puramente artísticas desde finales del siglo XX.
La escultura, hecha en piedra, es obra de Belarmino Cabal, y está datada en 1980.
La placa se colocó como parte de los actos de la celebración del centenario del nacimiento del escritor, que tenía lugar en el año 1980. Es por ello que el Instituto de Estudios Asturianos quiso honrar al literato ovetense colocando una lápida conmemorativa en la fachada del edificio número 14 de la Calle Campomanes, el cual ocupaba en ese momento el  solar donde había sido construida la casa natal del novelista.